# Africa Race

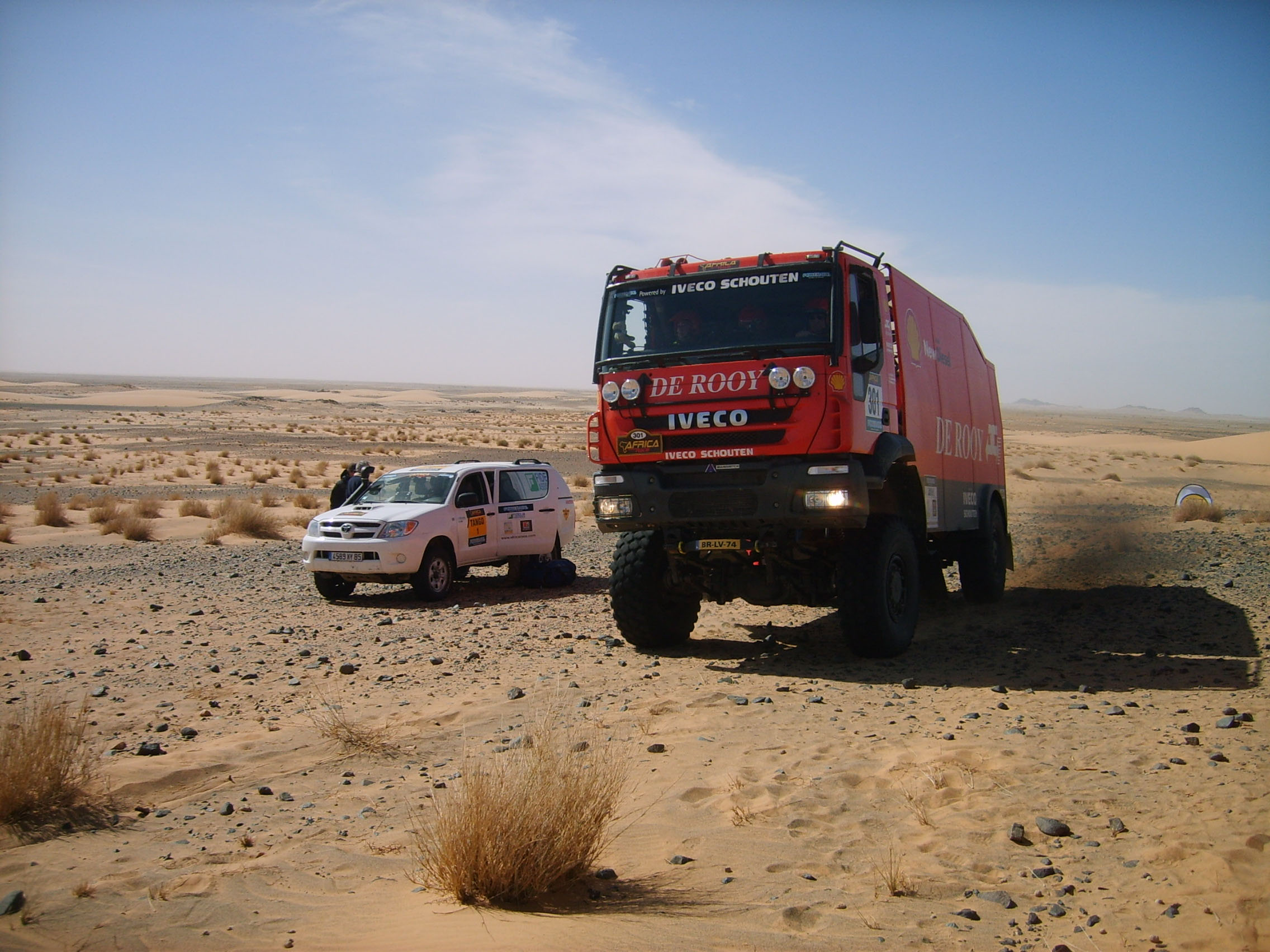

De Africa Race is een autorally, waarvan de eerste editie start op vrijdag 26 december 2008 in Marseille en finisht op zondag 11 januari 2009 in Dakar. Hij is meer dan 6500 km lang.
De keuringen vinden plaats op vrijdag 26 en op zaterdag 27 december 2008, hierna worden de deelnemers verscheept naar Nador in Marokko waar men op 30 december aankomt en de start van de rally begint met de eerste etappe. Hierna volgen nog twaalf etappes door Marokko, Mauritanië en Senegal. De rustdag is in Chinguetti.
De rally wordt georganiseerd door Hubert Auriol, voormalig drievoudig kampioen van de Dakar-rally in 1981, 1983 en 1992. Dit initiatief komt als reactie op het verplaatsen van de Dakar-rally naar Zuid-Amerika. Deze rally wordt dan ook als de vervanger gezien van de Dakar-rally 2008.
Aan de rally mogen motoren/quads, auto's en trucks deelnemen.